# 杉浦国頭
杉浦 国頭（すぎうら くにあきら、延宝6年8月12日（1678年9月27日） - 元文5年6月4日（1740年6月27日））は、江戸時代中期の国学者、歌人。浜松諏訪神社の大祝（神主）。浜松の医師渡辺周顕の次男。初名は忠成、通称は大学、号は志水。本姓は渡辺。

## 経歴・人物
遠江浜松出身。6歳の時、養父杉浦忠義の跡を継ぎ、浜松諏訪神社の大祝となる。社殿修復願の為、度々江戸へ赴く。26歳で荷田春満に入門。27歳の時、春満の姪雅子(のち真崎)と結婚。57歳のとき舎人親王一千年祭を挙行、尽敬会を結成。国学を遠江、三河にひろめた。門下に賀茂真淵、斎藤信幸など。誕生日は旧暦8月23日説もある。著作に『伊勢物語講義抄』『日本書紀神代巻講義抄』等。